# 詹姆斯·范佛里特
詹姆斯·奧爾沃德·范佛里特（英語：James Alward Van Fleet，1892年3月19日—1992年9月23日），舊時或譯「符立德」，美國陸軍上將，參加過第一次世界大戰、第二次世界大戰及韓戰。韓戰期間，為聯合國軍駐韓國部隊司令。

## 生平
1892年3月19日在新澤西州出生；1915年畢業于西點軍校，此屆被稱為將星屆，獲任為美國陸軍步兵少尉。第一次世界大戰在約翰·潘興之下擔任營長。

### 第二次世界大戰
第二次世界大戰爆發，范佛里特擔任第8步兵團團長，1944年參加諾曼第登陸，并攻猶他海灘。雖然普遍認為他是優秀的軍官，但陸軍參謀長馬歇爾將軍不肯晉升他。馬歇爾錯誤地把范佛里特與知名嗜酒軍官的名字混淆，當歐洲盟軍統帥艾森豪威爾告知馬歇爾他的錯誤後，范佛里特很快晉升為師長、軍長。後來在巴頓將軍下的美國第3軍團任職。

### 二戰後至韓戰前
1946年，范佛里特被杜魯門派往希臘，作為軍事顧問在希臘內戰提供意見，以及管理400,000,000美元的軍事援助。在希臘北部城市卡斯托里亚的中心廣場有范佛里特像。
1950年8月10日至1951年4月11日，范佛里特為美國陸軍上將擔任美軍第2軍團司令官。

### 韓戰
1951年，他接替李奇微指揮美軍駐韓國的第8軍團和聯合國軍總司令，他繼續加強美軍第8軍團對朝鮮人民軍和中國人民志願軍進行火力打擊。詹姆斯·范佛里特唯一的兒子，美國空軍上尉小詹姆斯·范弗里特是一名B-26轰炸机飞行员，在韓戰陣亡。

### 战后
自1957年起，担任首位韩国社交协会会长。1995年设立的詹姆斯·A·范·佛里特奖以他的名字命名，以表彰对增进韩美关系做出突出贡献的韩国人和美国人。

## 外部連結
- Korean Art: Collecting Treasures （页面存档备份，存于）, online exhibition featuring Korean objects from the Van Fleet Collection at the Harn Museum of Art
- James Alward Van Fleet
- Van Fleet Biography from US DOD Korean War 50th Anniversary Site
- "WILL TO WIN: The Life of General James A. Van Fleet"
- The Korea Society （页面存档备份，存于）
- Gen. James A. Van Fleet State Trail, Florida